# Verband der Schweizer Sennen
Der Verband der Schweizer Sennen wurde 1897 gegründet. Die freie Gewerkschaft organisierte Melker im Deutschen Kaiserreich in der Weimarer Republik.

## Geschichte
Gegründet wurde der Verband 1897. Sitz der Gewerkschaft war Berlin.
Im Jahr 1929 verschmolz die Gewerkschaft mit dem Allgemeinen Schweizerbund und gründete den Allgemeinen Melker-Verband Deutschlands.